# Anders Jensen
Anders Ytrup Jensen, född 30 augusti 1969, är en svensk företagsledare som 2018–2023 var verkställande direktör (VD) och koncernchef för Viaplay Group.
Jensen började sin karriär inom svensk detaljhandel i slutet av 1980-talet, men växlade över till telekom 1999 då han började som projektledare på den svenska mobiloperatören Europolitan som sedermera köptes av brittiska Vodafone. Jensen hade olika chefsroller på Vodafone, i Sverige och internationellt, fram till 2006 då han blev marknadsdirektör på Vodafone Sverige. Kort därefter sålde Vodafone sin svenska verksamhet till norska Telenor. Jensen följde med över till Telenor som marknadsdirektör och affärsområdeschef Konsument på Telenor Sverige.
2007 blev Jensen VD för Grameenphone i Bangladesh. Verksamheten majoritetsägdes av Telenor med bangladeshiska Grameen Telecom som lokal delägare och partner. Jensen ledde arbetet med att börsintroducera bolaget vilket skedde 2009 i Dhaka. Därefter verkade Jensen som VD på Telenors helägda dotterbolag Pannon i Ungern.
2011 rekryterades Jensen till danska TDC A/S och jobbet som affärsområdeschef för konsumentaffären. 2014 lämnade Jensen detta uppdrag och började på Modern Times Group MTG AB som chef för MTG:s nordiska Fri-TV och radioverksamheter. I mars 2018 beslutades att MTG skulle delas i två delar och Nordic Entertainment & Studios under namnet Nordic Entertainment Group skulle börsnoteras på Nasdaq i Stockholm första kvartalet 2019. Jensen utsågs i april 2018 till VD och koncernchef för Nordic Entertainment Group, som senare bytte namn till Viaplay Group. Jensen avgick i juni 2023 efter en konflikt, relaterad till strategi och hantering av makroekonomiska utmaningar, med bolagets styrelse.